# Милтън (Масачузетс)
Вижте пояснителната страница за други значения на Милтън.
Милтън (на английски: Milton) е град в окръг Норфолк, Масачузетс, Съединени американски щати. Намира се на 12 km южно от центъра на Бостън. Населението му е 27 575 души (по приблизителна оценка от 2017 г.).

## Личности
Родени в Милтън
- Джордж Х. У. Буш (1924 – 2018), политик

Починали в Милтън
- Хал Клемънт (1922 – 2003), писател